# Мері Вейд (палеонтологиня)
Мері Джулія Вейд (Mary Julia Wade; 3 лютого 1928 — 14 вересня 2005) — австралійська палеонтологиня. Працювала над докембрійською Едіакарською біотою в Південній Австралії.

## Біографія
Мері Вейд народилася в Аделаїді, Південна Австралія і провела дитинство на північному сході штату. Коли їй виповнилося сім, сім'я переїхала на острів Тістл у Спенсерській затоці, де вона стала цікавитися геологією. Спершу Вейд вивчала геологію самостійно, а у 13 років отримала стипендію на навчання у школі Wilderness School в Аделаїді. Після закінчення школи вступила в Університет Аделаїди, де в 1954 році здобула ступінь бакалавра геології з відзнакою. У 1958 році здобула ступінь доктора філософії.

## Кар'єра
Після закінчення навчання в 1958 році Вейд розпочала дослідження найдавніших форм життя в університеті Аделаїди. З 1968 року працювала з Мартіном Гласснером, з яким вивчала скам'янілості докембрійських медуз, що знайдені на Едіакарських пагорбах.
У 1971 році Вейд перевелася до Квінслендського музею, де працювала кураторкою відділення геології, а в 1980 році стала заступницею директора. Вона здійснила експедицію по західній частині Квінсленду, шукаючи скам'янілості ранніх молюсків. Відкрила численні скам'янілі сліди динозаврів навколо міста Вінтон. Разом з доктором Річардом Тюлборном організувала і контролювала розкопки у цій місцевості. Тут було виявлено понад 3000 слідів динозаврів. Цей сайт, відомий як Камінь Жайворонка, зараз є основним туристичним напрямком і входить до списку національної спадщини.
У 1987 році Вейд реконструювала череп муттабурразавра. Вона розкопала рештки кроноауруса та знайти типове місцезнаходження і рештки юрського зауропода роетозавра, який був втрачений з 1920-х років. У 1990 році Вейд розкопала найповніший скелет пліозавра. Паралельно з розкопками продовжувала вивчати скам'янілості молюсків Великого артезіанського басейну.
Після виходу на пенсію у 1993 році Вейд стала почесною науковою співробітницею Квінслендського музею. Вона переїхала на захід Квінсленду, допомагаючи розвивати палеонтологічні центри в Річмонді і Г'югендені.
Вейд нагороджена медаллю Квінслендського музею в 1996 році.
У 1998 році Геологічне товариство Австралії присвятило їй спеціальний симпозіум
Мері Вейд померла в Чартер Таверс, штат Квінсленд у 2005 році.

## Вибрані публікації
- WADE, M. (1968), PRESERVATION OF SOFT‐BODIED ANIMALS IN PRECAMBRIAN SANDSTONES AT EDIACARA, SOUTH AUSTRALIA. Lethaia, 1: 238—267. doi:10.1111/j.1502-3931.1968.tb01740.x
- Thulborn, R. A. & Wade, M. 1984. Winton dinosaur footprints. Memoirs of the Queensland Museum, 21.
- Turner, S. & Wade, M. 1986. The records in the rocks. In: Mather, P. (ed.) A Time for a Museum. The History of the Queensland Museum 1862—1986. Queensland Museum, Brisbane, 128—149.
- Wade, M. 1994. Fossil Scyphozoa. In: Grasse´ , P. (ed.) Traite´ de Zoologie. Masson et Cie, Paris